# لوك ولز
لوك ولز (29 ديسمبر 1990 في المملكة المتحدة - ) (بالإنجليزية: Luke Wells)‏ هو لاعب كريكت بريطاني. لعب مع نادي مقاطعة ساسكس للكركيت ‏ وColombo Cricket Club ‏.

## وصلات خارجية
- لوك ولز على موقع إي آس بي آن كريك إنفو (الإنجليزية)